# 1419

## Esdeveniments
Països Catalans
- 11 de febrer - Andorra: el bisbe d'Urgell hi autoritza la creació del Consell General d'Andorra, conegut com a Consell de la Terra.[1]
- Barcelona - Sant Vicent Ferrer visita la ciutat, i hi té una visió que dona al Portal de l'Àngel el seu nom actual.[2]

Resta del món
- 13 de febrer Woudrichem (Ducat de Brabant): Tractat de pau entre Jacquelina de Baviera i son oncle el príncep-bisbe de Lieja Joan II de Baviera[3]
- Descoberta de les Illes Madeira.[4][5]

## Naixements
Països Catalans
Resta del món

## Necrològiques
Països Catalans
- Vicent Ferrer.[6]

Resta del món
- 28 de maig - Alken (principat de Lieja), Joan de Wallenrode, príncep-bisbe de Lieja.[7]